# Paranotothenia
Paranotothenia is een geslacht van straalvinnige vissen uit de familie van ijskabeljauwen (Nototheniidae).

## Soorten
- Paranotothenia dewitti Balushkin, 1990
- Paranotothenia magellanica (Forster, 1801)